# Bethylinae
Bethylinae es una subfamilia de insectos perteneciente a la familia Bethylidae. Son parasitoides de Lepidoptera. Tiene distribución mundial.
Algunas especies tienen alas bien desarrollads, otras, no.

## Géneros
- Bethylus Latreille, 1820
- Eupsenella Westwood, 1874
- Goniozus Förster, 1856
- Lytopsenella Kieffer, 1911
- Odontepyris Kieffer, 1904
- Prosierola Kieffer, 1905
- Sierola Cameron, 1881